# Arc de Triomphe du Carrousel
Der Arc de Triomphe du Carrousel ist ein Triumphbogen in Paris, zwischen Louvre und Tuilerien. Er ist nicht zu verwechseln mit dem auf einer Sichtachse mit dem Arc de Triomphe du Carrousel gelegenen doppelt so großen Arc de Triomphe de l’Étoile, der an der Place Charles de Gaulle stehend die Champs-Élysées prägt.

## Lage
Der Arc de Triomphe du Carrousel befindet sich zwischen Tuilerien und Place du Carrousel auf der sogenannten Axe historique, die sich vom Louvre aus geradlinig westnordwestwärts durch Paris und zwei Nachbarstädte erstreckt, in der Hauptstadt über die Avenue des Champs Élysées und die Avenue de la Grande Armée, dann jenseits der Stadtgrenze in Neuilly-sur-Seine als Avenue Charles de Gaulle und jenseits der Seine in dem städteübergreifenden Büroviertel La Défense bis durch den Grande Arche, den François Mitterrand errichten ließ. Unter dem Place du Carrousel befinden sich große Teile des 10.200 m² großen Einkaufszentrums Carrousel du Louvre zwischen dem Marsan-Flügel und dem Flora-Flügel des Louvre.

## Geschichte

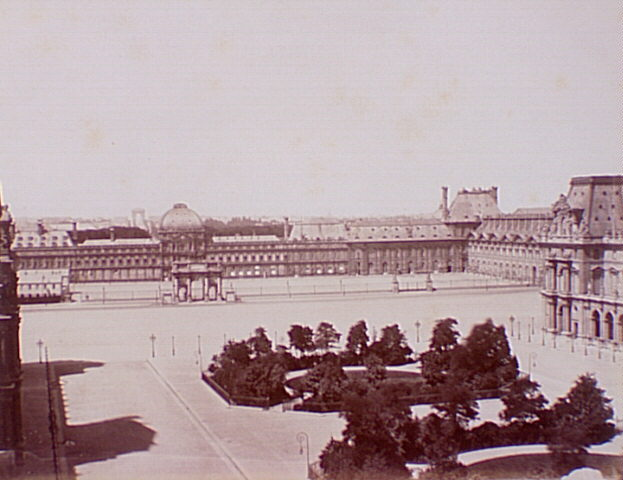
Arc de Triomphe du Carrousel 1865; der äußere Hof des Louvre wird westlich durch den Tuilerienpalast abgeschlossen

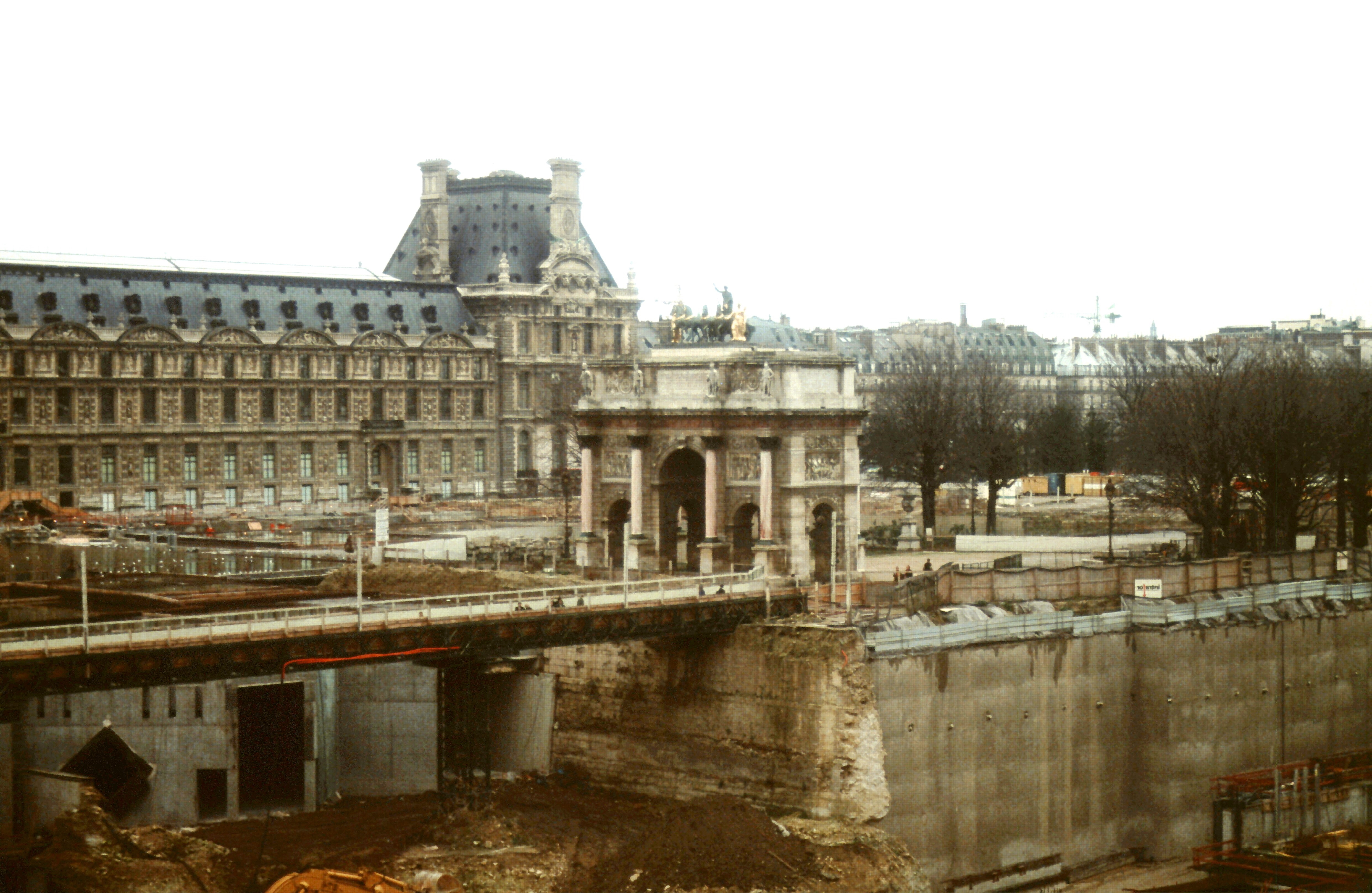
Arc de Triomphe du Carrousel Mitte der 1980er Jahre während der Tiefbauarbeiten für das Einkaufszentrums Carrousel du Louvre

Napoleon I. ließ ihn von 1807 bis 1809 zum Gedenken an seine Grande Armée nach dem Vorbild des Septimius-Severus-Bogens in Rom bauen, zwischen dem Louvre und dem damals noch freistehenden Palais des Tuileries. Es gab also noch keine Sichtachse mit dem Tuileriengarten und der Avenue des Champs-Élysées. Durch die 1806 unter Napoleon I. fortgeführten und unter Napoleon III. vollendeten Verbindungsbauten zwischen Louvre und Tuilerienpalast stand der Triumphbogen schließlich in einem westlichen, zweiten Innenhof des Louvre. Während des Aufstands der Pariser Kommune 1871 brannte der Tuilerienpalast ab und wurde nicht wiederhergestellt. Erst seitdem steht der Arc de Triomphe du Carrousel in einem vom Louvre und den anschließenden Galeriegebäuden gebildeten offenen Ehrenhof mit Sichtachse zum großen Triumphbogen und weiter.

## Gestaltung
Am 27. Februar 1806 beauftragte Napoleon I. per Dekret die Architekten Charles Percier und Pierre-François-Léonard Fontaine mit der Realisierung und den Generaldirektor der Museen, Dominique-Vivant Denon, mit der Planung des Skulpturendekors. Der Bau ging so schnell voran, dass die kaiserliche Armee, als sie von ihrer Kampagne in Preußen 1807 wiederkam, triumphierend durch den Bogen einziehen konnte. Nur das Dekor war noch nicht angebracht.
Für die Entwürfe der Reliefs und Statuen wählte Denon Charles Meynier. Ausgeführt wurden die Reliefs und Statuen von verschiedenen Bildhauern, u. a. Clodion. Die Szenen beziehen sich auf die siegreiche Kampagne der französischen Armee (Schlacht bei Austerlitz) und die Kapitulation von Ulm im Jahre 1805. Die Kriegshandlungen sind jedoch nur am Rande dargestellt, der Schwerpunkt liegt mehr auf der Ruhe der Friedensverhandlungen. Sie entsprechen damit dem Bild, das Napoleon von sich selbst propagierte, preisen aber zugleich das Militär, indem die Uniformen antikisierend überhöht dargestellt sind.
Das ca. 19 m hohe, 23 m breite und 7,3 m tiefe Monument besteht aus drei Bögen: einem großen (über 6 m hoch) und zwei kleinen (gut 4 m hoch) zu dessen Seiten. Der Triumphbogen ist mit rosafarbenem Marmor an den Säulen und dem Frontispiz ausgekleidet. Auf dem Frontispiz ist folgender Text eingraviert:
| L'armée française embarquée à Boulogne menaçait l'Angleterre. Une troisième coalition éclate sur le continent. Les Français volent de l'océan au Danube. La Bavière est délivrée. L'armée autrichienne prisonnière à Ulm. Napoléon entre dans Vienne. Il triomphe à Austerlitz. En moins de cent jours la coalition est dissoute. | Die französische Armee, die in Boulogne eingeschifft wurde, bedrohte England. Auf dem Kontinent bildet sich eine dritte Koalition. Die Franzosen fliegen vom Ozean bis zur Donau. Bayern ist befreit. Die österreichische Armee ist in Ulm gefangen. Napoléon marschiert in Wien ein. Er siegt bei Austerlitz. In weniger als hundert Tagen ist die Koalition aufgelöst. |

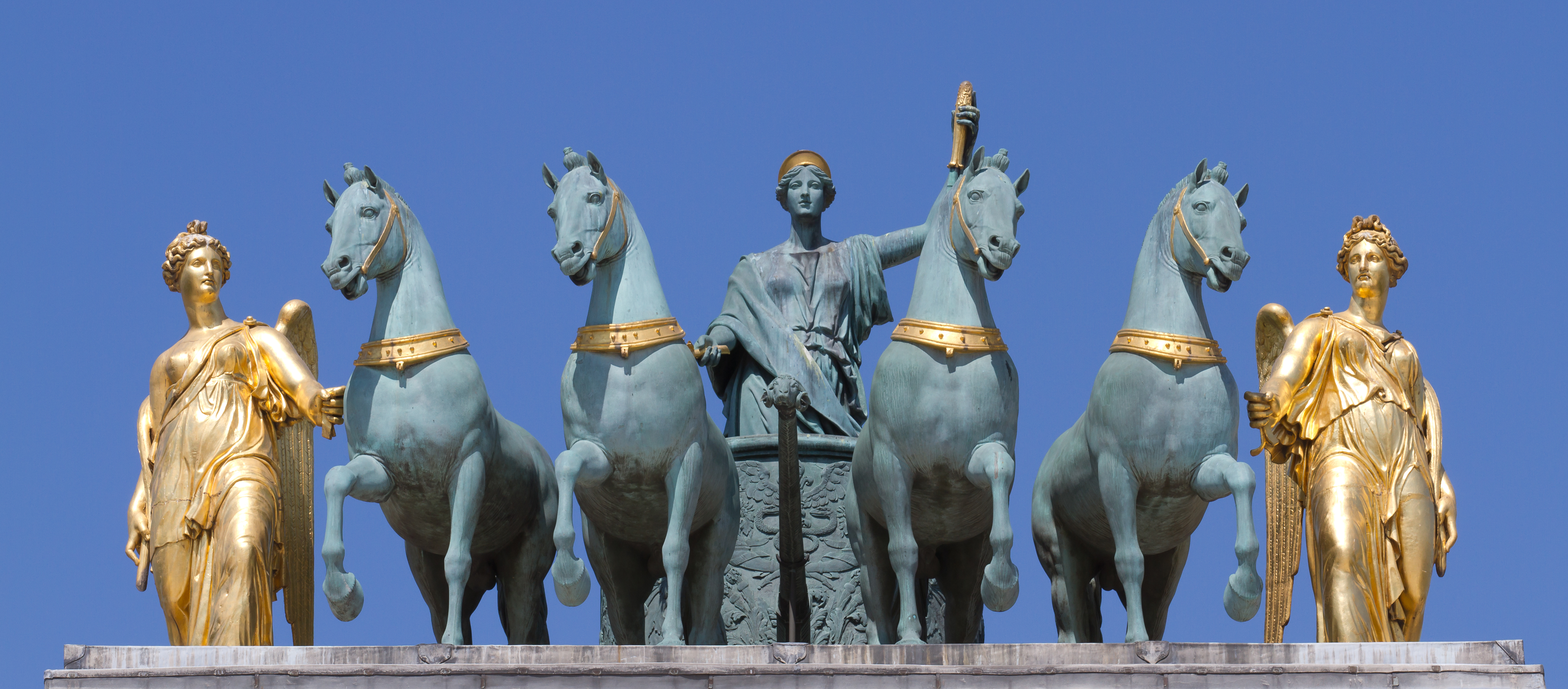
Quadriga

Die Quadriga auf dem Bogen geht auf eine Nachbildung der vier goldenen Pferde von San Marco in Venedig zurück. Napoleon hatte die Originale 1797 nach dem siegreichen Italienfeldzug zusammen mit dem Löwen von San Marco als Wahrzeichen der von ihm zerschlagenen Republik Venedig nach Paris bringen lassen. 1808 wurden ihr zwei Siegesgöttinnen zur Seite gestellt. Infolge des Wiener Kongresses musste Frankreich 1815 das Raubgut zurückgeben. Seither befinden sich an ihrer Stelle in Paris Kopien von François Joseph Bosio.